# 카스틸리온피보키
카스틸리온피보키 (Castiglion Fibocchi) 이탈리아 토스카나주의 아레초도에 위치한 코무네다. 피렌체에서 남동쪽 약 50 킬로미터 (31 mi) 그리고 아레초에서 북서쪽 약 12 킬로미터 (7.5 mi) 거리에 있다.
카스틸리온피보키는 아레초, 카폴로나, 라테리나페르지네발다르노, 로로추펜나, 탈라, 테라누오바브라촐리니 등과 경계를 맞대고 있다.

## 자매 도시
- 프랑스 뵈레보롸즈.